# Better Finance
La BETTER FINANCE – La Fédération européenne des investisseurs et des utilisateurs de services financiers est une organisation non gouvernementale basée à Bruxelles qui agit en tant qu'organisation faitière pour les associations d'investisseurs et d'utilisateurs de services financiers pour les citoyens de l'union européenne en tant qu'utilisateurs de services financiers. Son objectif est de promouvoir la transparence, la protection et la bonne gouvernance d'entreprise, en représentant les investisseurs individuels, les épargnants et d'autres groupes d'intérêt et en produisant des analyses spécialisées sur les marchés financiers et leur règlementation. 

## Histoire
BETTER FINANCE a été fondée en 2009 sous le nom EuroInvestors pour donner la parole aux utilisateurs de services financiers à la suite de la crise financière de 2008.
Les organisations précédentes étaient Euroshareholders, une association de petits actionnaires de toute l'Europe, fondée à Bruxelles en 1992, et FAIDER, une association française d'épargnants-pension indépendants. Les actionnaires d'Euroshares ont rejoint EuroInvestors en 2012.
En raison du large champ d'activité des membres, le nom de l'association a été changé en 2012 en EuroFinuse - la Fédération européenne des utilisateurs de services financiers. Le nom est désormais BETTER FINANCE – La Fédération européenne des investisseurs et des utilisateurs de services financiers, qui fonctionne comme une organisation internationale à but non lucratif de droit belge (Association sans but lucratif).
En principe, BETTER FINANCE mène des campagnes pour l’intégrité du marché et plaide pour une meilleure surveillance financière. BETTER FINANCE a fait  des campagnes pour obtenir des compensations pour les actionnaires d'Airbus et de Wirecard sous la forme de recours collectifs.
L'organisation dispose d'un budget de près d'un million d'euros par an. En comparaison, selon une étude, le budget du secteur financier pour les 1700 lobbyistes à Bruxelles s'élève à au moins 120 millions d'euros. BETTER FINANCE est financé par les cotisations de ses membres, les subventions et les dons et est en partie financé par la Commission européenne. L'organisation reçoit chaque année un demi-million d'euros du programme du marché intérieur de l'UE.

## Membres
En mars 2024, BETTER FINANCE représente 40 organisations nationales membres  réparties dans 26 pays, dont 18 États de l'UE, et fait la distinction entre membres à part entière et membres associés. Les organisations suivantes sont membres :
| Pays               | Organisation                                                                                  | Type de membre |
| ------------------ | --------------------------------------------------------------------------------------------- | -------------- |
| Belgique           | EFES - European Federation of Employee Share Ownership                                        | associé        |
| Belgique           | FiInE – Financial Inclusion Europe                                                            | associé        |
| Belgique           | VFB - Vlaamse Federatie van Beleggers                                                         | à part entière |
| Allemagne          | BdV - Bund der Versicherten (d)                                                               | à part entière |
| Allemagne          | DSW - Deutsche Schutzvereinigung für Wertpapierbesitz (d)                                     | à part entière |
| Autriche           | IVA - Interessenverband für Anleger (d)                                                       | à part entière |
| Autriche           | PEKABE - Schutzverband der Pensionskassenberechtigten                                         | associé        |
| Danemark           | DAF - Dansk Aktionærforening (d)                                                              | à part entière |
| Espagne            | ADICAE - Asociación de Usuarios de Bancos, Cajas y Seguros (d)                                | à part entière |
| Espagne            | AEMEC - Asociación Española de Accionistas Minoritarios de Empresas Cotizadas                 | à part entière |
| Finlande           | Pörssisäätiö - Suomen Pörssisäätiö (d)                                                        | à part entière |
| Finlande           | Suomen Osakesäästäjät - Finnish Shareholders Federation                                       | à part entière |
| France             | ADAM - Association pour la Défense des Actionnaires Minoritaires                              | à part entière |
| France             | FAIDER - Fédération des Associations Indépendantes de Défense des Epargnants pour la Retraite | à part entière |
| France             | GAIPARE - Association pour l‘amélioration de la retraite et de l‘épargne                      | à part entière |
| France             | Place des investisseurs (d)                                                                   | à part entière |
| France             | 2 Degrees Investing Initiative                                                                | associé        |
| France             | CGPC - Association française des Conseils en Gestion de Patrimoine Certifiés                  | associé        |
| Grèce              | Helinas - Hellenic Investors Association                                                      | à part entière |
| Islande            | Samtök Sparifjáreigenda - Iceland Savers Association                                          | à part entière |
| Italie             | New Savers                                                                                    | associé        |
| Lettonie           | IMAB - Investoru un mazākuma akcionāru biedrība                                               | associé        |
| Liban              | BLO - Lebanese Investors Association (Boulos Law Office at Beirut Bar Association)            | associé        |
| Lituanie           | Lietuvos Vartotojų Institutas - Lithuanian Consumer Institute                                 | à part entière |
| Lituanie           | Lithuanian Investors Association                                                              | à part entière |
| Luxembourg         | INVESTAS - Association Luxembourgeois des Actionnaires Privés                                 | à part entière |
| Malte              | Malta Association of Small Shareholders                                                       | à part entière |
| Norvège            | Aksjonaerforeningen i Norge - Norwegian Shareholders Association                              | à part entière |
| Pologne            | SII - Stowarzyszenie Inwestorów Indywidualnych (d)                                            | à part entière |
| Portugal           | ATM - Associacao dos Investidores e Analistas Técnicos do Mercado de Capitais                 | à part entière |
| République tchèque | SCS - Sdružení českých spotřebitelů (d)                                                       | à part entière |
| Roumanie           | AURSF - Asociata Utilizatorilor Romani de Servicii Financiare                                 | à part entière |
| Royaume-Uni        | ShareAction (d)                                                                               | associé        |
| Royaume-Uni        | ShareSoc                                                                                      | à part entière |
| Royaume-Uni        | Transparency Task Force (d)                                                                   | associé        |
| Royaume-Uni        | UKSA - UK Shareholders Association (d)                                                        | associé        |
| Slovaquie          | Institute of Savings and Investment                                                           | associé        |
| Slovénie           | VZMD - Vseslovensko združenje malih delničarjev                                               | à part entière |
| Suède              | Aktiespararna - Sveriges Aktiesparares Riksförbund (d)                                        | à part entière |
| Suisse             | Schweizerischer Anlegerschutzverein (SASV)                                                    | associé        |